# 12468 Захотін
12468 Захотін (12468 Zachotín) — астероїд головного поясу, відкритий 14 січня 1997 року.
Тіссеранів параметр щодо Юпітера — 3,632.